# Zoo Mainz

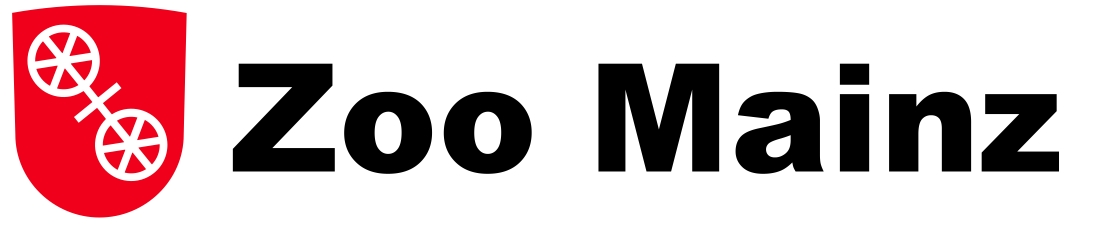
Zoo Mainz

Der Zoo Mainz ist eine Einrichtung des Gartenamts der Stadt Mainz. Es handelt sich nicht um einen Zoologischen Garten im eigentlichen Sinn, sondern unter diesem Namen sind die öffentlichen Tieranlagen im Wildpark Mainz-Gonsenheim und im Stadtpark Mainz zusammengefasst. Zurzeit umfasst der Tierbestand insgesamt etwa 40 Arten mit rund 300 Tieren.

## Wildpark Gonsenheim
Lage

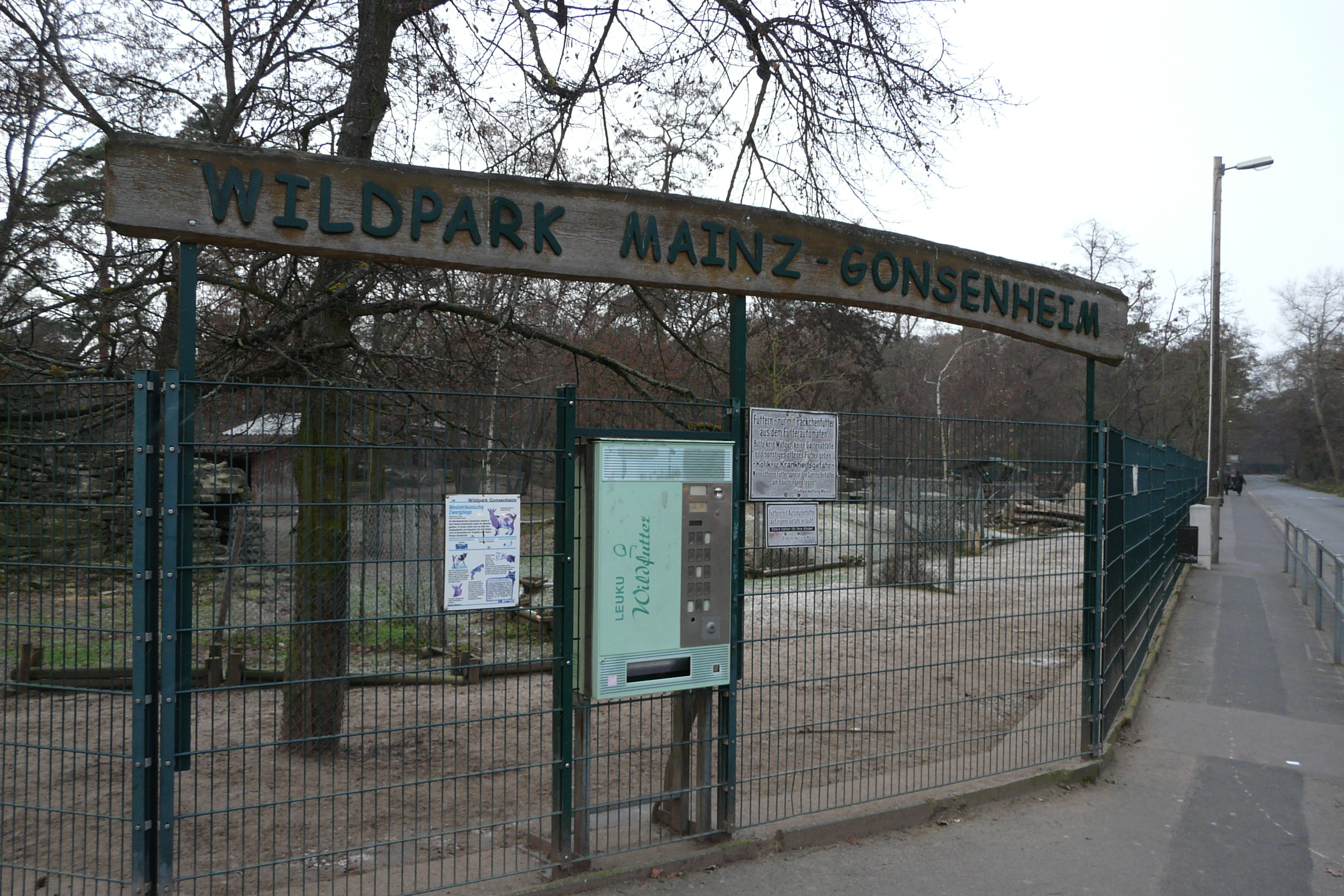
Eingangsbereich zum Wildpark Mainz-Gonsenheim

Der Wildpark im Mainzer Stadtteil Gonsenheim wurde in den 1950er Jahren von der Jägerschaft Gonsenheim gegründet und ist gut drei Hektar groß.
Er beherbergte zunächst nur Rot-, Dam- und Muffelwild sowie Wildschweine, die in Großgehegen gehalten werden. Später wurde er von der Stadt Mainz übernommen und der Tierbestand seit den 1970er Jahren immer mehr erweitert. Seit 2001 wurde schrittweise mit der Umgestaltung nach ökologischen und tierhalterischen Gesichtspunkten begonnen. So wurden die Gehege naturnaher gestaltet und Sichtschutze installiert. Außerdem sind in ihm unter anderem Westafrikanische Zwergziegen, Hängebauchschweine, Wildkatzen und Waschbären zu sehen. Zum Wildpark gehört auch eine Vogelauffangstation, in der kranke oder verletzte Wildvögel gepflegt werden. Der Eintritt ist kostenlos, die Tiere können gegen Entgelt mit speziellem Automatenfutter gefüttert werden. Die Zukunft des Wildparks ist ungewiss, denn es wird diskutiert, den Park wegen seiner hohen Kosten und der schlechten Finanzlage der Stadt zu schließen.

## Stadtpark
Lage

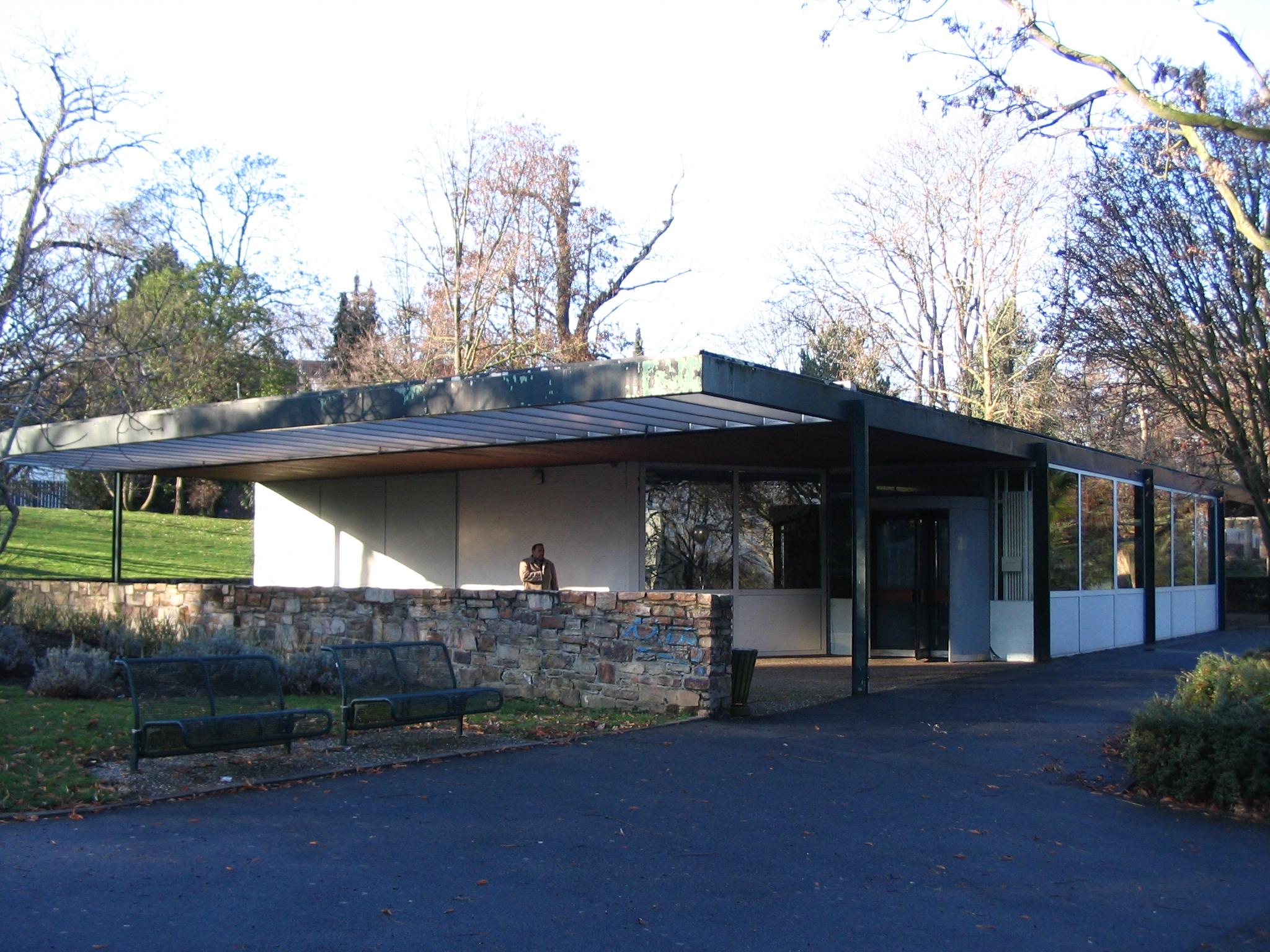
Vogelhaus im Mainzer Stadtpark

Im oberen Teil des Mainzer Stadtparks im Stadtteil Oberstadt befindet sich ein Vogelhaus, dessen Hauptattraktion Aras sind. Außerdem sind hier verschiedene exotische Ziervögel wie Blattvögel, Bartvögel und Prachtfinken untergebracht sowie im Winter Flamingos und Kronenkraniche. Letztere leben in den warmen Monaten aber in einer umzäunten Teichanlage im unteren Teil des Parks, wo ganzjährig Enten und andere Wasservögel leben.

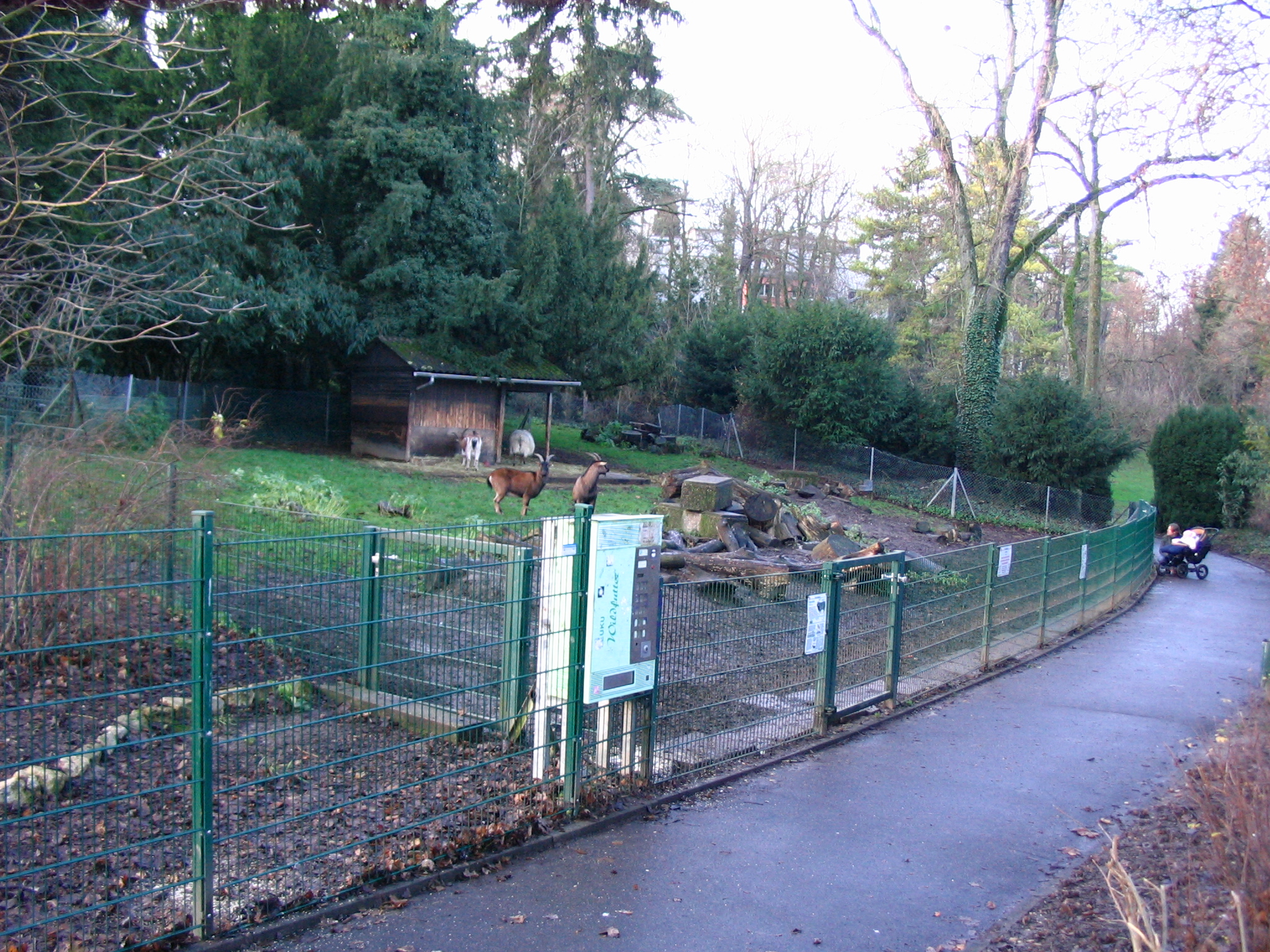
Gehege mit Ziegen und Schafen im Mainzer Stadtpark (Aufnahme aus dem Jahr 2009)

Tiergehege auf dem Gelände des heutigen Stadtparks haben eine lange Tradition. Bereits in der hier ab 1700 unter dem Mainzer Kurfürsten Lothar Franz von Schönborn angelegten Parkanlage des Lustschlosses Favorite wurden Tiere gehalten. 1891 wurde im Stadtpark ein Palmenhaus errichtet, in dem auch Papageien und andere Ziervögel gehalten wurden, das aber im Zweiten Weltkrieg zerstört wurde.
In den 1960er Jahren wurden im Stadtpark in einem Hotel drei kleinere Tropenhäuser errichtet, die die Vögel, Reptilien und Fische des 1969 geschlossenen Mainzer Privat-Zoos „Nieblings Tierpark“ aufnahmen. Diese Tropenhäuser wurden 2004 im Zuge eines Umbaus des Hotels entfernt. Heute befindet sich dort noch zwei Aquarien und ein kleiner Streichelzoo.